# تا لنگ
تا لنگ (به لاتین: Tà Lèng) یک منطقهٔ مسکونی در ویتنام است که در دین‌بین‌فو واقع شده‌است.